# Ordine della libertà (Portogallo)
L'Ordine della libertà è un ordine cavalleresco portoghese.

## Storia
La creazione dell'Ordine della libertà è il risultato di un evento storico di enorme importanza per il Portogallo, la rivoluzione del 25 aprile 1974. È stato creato con il chiaro obiettivo di ringraziare coloro che si sono distinti nella difesa degli ideali rivoluzionari più costosi.
Il decreto legge nº 709-A/76, del 4 ottobre, legge che stabilisce l'Ordine, dichiara che l'Ordine debba essere concesso "per premiare una serie di meriti civici notevoli: i cittadini nazionali o stranieri che si sono distinti per il loro amore per la libertà e la loro devozione alla causa dei diritti umani e della giustizia sociale, in particolare nella difesa degli ideali repubblicani e democratici."
È stato, quindi, creato un nuovo ordine, destinato a premiare i servizi rilevanti per la causa della democrazia e della libertà. Sono stati premiati con tale Ordine i militari che hanno portato alla Rivoluzione dei garofani e tanti personaggi che si sono distinti per la difesa dei diritti umani.
In una successiva legislazione organica sono state leggermente modificate le finalità dell'Ordine della libertà, usato ora per premiare i valori della civiltà, della dignità umana e della libertà.

## Classi
L'Ordine dispone delle seguenti classi di benemerenza a dei post nominali qui indicati tra parentesi:
- gran collare (GCollL)
- gran croce (GCL)
- grand'ufficiale (GOL)
- commendatore (ComL)
- ufficiale (OL)
- cavaliere (CavL o DamL)

| Nastri          |            |              |
| Cavaliere       | Ufficiale  | Commendatore |
| Grand'ufficiale | Gran croce | Gran collare |

## Insegne
Il nastro è bianco con bordi gialli.

## Insigniti notabili

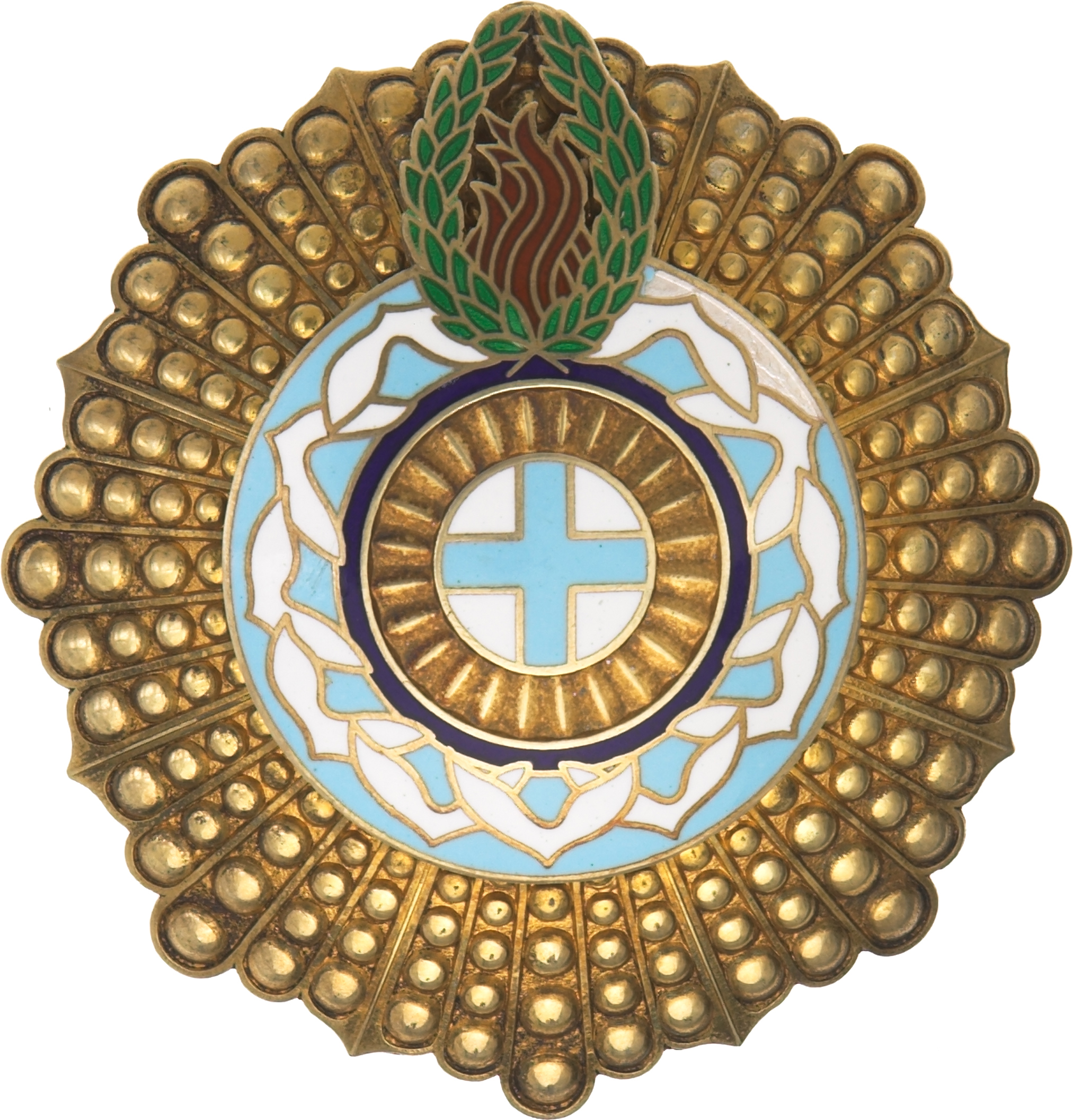
Gran croce dell'ordine

- François Mitterrand (28 ottobre 1987)
- Juan Carlos I di Spagna (13 ottobre 1988)
- Václav Havel (20 febbraio 1991)
- António Mascarenhas Monteiro (15 aprile 1992)
- Miguel Trovoada (23 dicembre 1992)
- Patricio Aylwin (27 aprile 1993)
- Lech Wałęsa (18 agosto 1993)
- Fernando Henrique Cardoso (8 marzo 1996)
- Mário Soares (29 agosto 1996)
- Luiz Inácio Lula da Silva (17 ottobre 2003)
- Kofi Annan (11 ottobre 2005)
- Enrico di Lussemburgo (23 maggio 2017)
- Juan Manuel Santos (13 novembre 2017)
- Sergio Mattarella (6 dicembre 2017)
- Felipe VI di Spagna (15 aprile 2018)